# Kaleidoskope (sèrie)
Kaleidoscope és una sèrie de televisió en streaming de drama nord-americà creada per Eric Garcia per a Netflix. La sèrie se centra al voltant del mestre lladre, Leo Pap, i la seva tripulació que intenten un atrac èpic per valor de 7.000 milions de dòlars, però la traïció, la cobdícia i altres amenaces soscaven els seus plans. La sèrie es va estrenar l'1 de gener de 2023 i consta de vuit episodis que es poden veure en qualsevol ordre. S'ha subtitulat al català.

## Repartiment
- Giancarlo Esposito com a Leo Pap
- Paz Vega com a Ava Mercer
- Rufus Sewell com a Roger Salas
- Tati Gabrielle com a Hannah Kim
- Rosaline Elbay com a Judy Goodwin
- Peter Mark Kendall com a Stan Loomis
- Jordan Mendoza com a RJ
- Jai Courtney com a Bob Goodwin
- Niousha Noor com a Nazan Abassi

## Producció

### Desenvolupament
El 16 de setembre de 2021, es va revelar que Netflix començava a desenvolupar la sèrie. Eric García seria el guionista i productor executiu, junt amb Ridley Scott, David W. Zucker, Jordan Sheehan, Fred Berger, Brian Kavanaugh-Jones, Justin Levy i Russell Fine. La sèrie és produïda per Scott Free Productions i Automatik Entertainment. Kaleidoskope està estructurat en un orde no lineal, en el que els espectadors poden elegir en quin ordre veure els episodis anteriors al final.

### Càsting
Amb l'anunci de la sèrie, s'ha elegit a Giancarlo Esposito, Paz Vega, Rufus Sewell, Tati Gabrielle, Peter Mark Kendall, Rosaline Elbay i Jai Courtney.

### Rodatge
El rodatge va començar a Netflix Studios a Bushwick, Brooklyn el 16 de setembre de 2021. És la primera producció a l'estudi Bushwick.